# 张绍曾 (律师)
张绍曾（1902年—1998年），字省三，直隶蠡县人，中国律师。

## 生平
他早年参加中国同盟会，曾经见过孙中山。他毕业于直隶法政专门学校。1920年起的30年，他一直在天津当律师，并且中间未中断过律师职业。1946年张廷谔任天津市市长时，他作为其盟兄弟，应邀任天津市政府观察处副处长。
张绍曾任律师期间，多经办财务债务纠纷。他还长期担任退居天津的原北洋政府官僚的法律顾问。1931年他还经办过文绣诉溥仪离婚案，任文绣的三位代理律师之一（其他两位是张士骏、李洪岳）。当时他是由冯国璋的儿子冯曙山介绍给文绣的。他们三位律师和溥仪的代理律师林棨、林廷琛经过调解，使双方离婚。
1998年，张绍曾在天津病逝，享年96岁。